# ام‌اس پولارفرونت
ام‌اس پولارفرونت (به انگلیسی: MS Polarfront) یک کشتی است که طول آن ۵۴٫۲۵ متر (۱۷۸ فوت) می‌باشد.